# (35948) 1999 KD6
1999 KD6 (asteroide 35948) é um asteroide da cintura principal. Possui uma excentricidade de 0.12669260 e uma inclinação de 5.85425º.
Este asteroide foi descoberto no dia 17 de maio de 1999 por Spacewatch em Kitt Peak.